# اليتيم عماد (فلم)
اليتيم عماد هو فيلم درامي سعودي من إخراج وتمثيل عبد الله المديفر تم تصويره في مدينة بريدة في القصيم. يعتبر أول فيلم درامي سعودي متحفظ دينياً حيث لايحتوي على موسيقى أو عنصر نسائي.

## تقديمه
أنتجت تسجيلات أحد الإسلامية الفيلم عام 1422 هـ الموافق 2001 م ولاقى صدى واسعا حينها قبل ان تمتلئ الساحة بأعمال سعودية متحفظة.